# Лолии
Лолиите (gens Lollia) са плебейска фамилия от Древен Рим.
Те са самнити или сабини.
Известни с това име:
- Лолий, самнитски банден шеф, победен от Гай Фабий Пиктор през 269 пр.н.е.
- Марк Лолий Паликан, народен трибун 71 пр.н.е. от Пиценум.
- Марк Лолий, генерал, първият губернатор на провинция Галатия 25 пр.н.е., консул 21 пр.н.е., дядо на Лолия Павлина.
- Марк Лолий Павлин Младши, суфектконсул, баща на императрица Лолия Павлина
- Лолия Павлина (+ 49), третата жена на Калигула.
- Лолия Сатурнина, сестра на Лолия Павлина; съпруга на Децим Валерий Азиатик
- Лолия (съпруга на Авъл Габиний), съпруга на Авъл Габиний, вероятно дъщеря на Марк Лолий Паликан, народния трибун от 71 пр.н.е.
- Марк Лолий Павлин Децим Валерий Азиатик Сатурнин, суфектконсул 94 г.
- Квинт Лолий Урбик от Tiddis в Нумидия, суфектконсул 134 г.